# Pseudochalceus kyburzi
Pseudochalceus kyburzi es una especie de peces de la familia Characidae en el orden de los Characiformes.

## Morfología
Los machos pueden llegar alcanzar los 7,8 cm de longitud total.

## Hábitat
Vive en zonas de clima tropical entre 23 °C - 26 °C de temperatura.

## Distribución geográfica
Se encuentran en Sudamérica: ríos de la costa  pacífica de Colombia.